# Berättarteknik
Berättarteknik är ett samlingsnamn för många olika metoder som författare använder för att dra in läsaren i en berättelse. Ämnet studeras vetenskapligt under namnet narratologi men termerna är inte synonyma; berättartekniker är de specifika metoder som används, narratologi är ämnet i sig.
Några exempel på berättartekniker är inre monolog, in medias res, plantering och klimax i intrigen.